# Giulia Decordi
Giulia Decordi (Cremona, 5 novembre 1986) è un'ex pallavolista italiana.

## Carriera
La carriera di Giulia Decordi comincia nel 2001 nelle giovanili dell'Esperia Cremona Pallavolo, mentre l'anno successivo entra a far parte del Club Italia, con il quale resta fino al 2004, anno in cui con la nazionale under 19 vince il campionato europeo di categoria.
Nel 2004 torna a giocare con la squadra di Cremona, in serie B1, ottenendo al termine del torneo la promozione in serie A2: la stagione successiva segnerà quindi il suo esordio nella pallavolo professionistica.
Nella stagione 2006-07 viene ingaggiata dalla Pallavolo Sirio Perugia, in serie A1, con la quale, in tre annate, ottiene numerosi successi tra cui la vittoria di uno scudetto, di una Coppa Italia e di una Champions League. Nel 2008 ottiene anche la prima convocazione in nazionale partecipando al Trofeo Valle d'Aosta.
Nella stagione 2009-10 passa al Verona Volley Femminile, in serie A2, ma a metà stagione viene ingaggiata nel mercato di riparazione dalla Futura Volley Busto Arsizio con la quale vince una Coppa CEV.

## Palmarès

### Club
- Campionato italiano: 1

2006-07
- Coppa Italia: 1

2006-07
- Supercoppa italiana: 1

2007
- Champions League: 1

2007-08
- Challenge Cup: 1

2006-07
- Coppa CEV: 1

2009-10

### Nazionale (competizioni minori)
- Campionato europeo under 19 2004
- Trofeo Valle d'Aosta 2008